# Medalles del Cercle d'Escriptors Cinematogràfics de 2024
La cerimònia de lliurament de les medalles del Cercle d'Escriptors Cinematogràfics de 2024 va tenir lloc el 3 de febrer de 2025 al Palacio de la Prensa de Madrid presentada per Gabriela Andrada i Javier Herrera. És considerada com la 80a edició de aquestes medalles, atorgades per primera vegada en 1945 pel Cercle d'Escriptors Cinematogràfics (CEC). Els premis tenien per finalitat distingir als professionals, estudiosos i difusors del cinema espanyol i —en menor mesura— del d'altres països pel seu treball durant l'any 2024. Com a novetat, des d'aquesta edició es concedeixen els premis a la millor sèrie i al millor repartiment en una sèrie.
El 8 de gener s'anuncia que el premi d'honor serà per l'actor Manuel Zarzo i el 14 de gener els altres premis honorífics, entre altres al periodista Carlos Boyero.
El repartiment de premis ha estat diferent dels oferts a altres certamens com els Premis Feroz o els Premis Cinematogràfics José María Forqué. La gran guanyadora de l'edició ha estat La infiltrada d'Arantxa Echevarría, que s'ha endut sis medalles (millor pel·lícula, direcció, guió original, muntatge, actriu protagonista i actor secundari), mentre que Los destellos o La virgen roja n'han obtingut dues cadascuna. Per contra, i tot i tenir 10 nominacions, El 47 no ha obtingut cap premi. D'altra banda, el Cercle d'Escriptors Cinematogràfics ha atorgat per primera vegada premis a les sèries. Querer d'Alauda Ruiz de Azúa, ha quanyat les dues medalles ofertes, a la Millor Sèrie i al Millor Repartiment de sèrie.

## Múltiples nominacions i premis per pel·lícula
| Pel·lícula                           | Nominacions | Premis |
| ------------------------------------ | ----------- | ------ |
| El 47                                | 10          | 0      |
| La infiltrada                        | 9           | 6      |
| La virgen roja                       | 8           | 2      |
| Los destellos                        | 7           | 2      |
| La estrella azul                     | 7           | 1      |
| La guitarra flamenca de Yerai Cortés | 3           | 2      |
| Soy Nevenka                          | 3           | 1      |
| Marco, la verdad inventada           | 2           | 1      |
| Casa en flames                       | 2           | 0      |
| La casa                              | 2           | 0      |

## Medalles competitives
| Millor pel·lícula | Millor director |
| --- | --- |
| - La infiltrada, produïda per Álvaro Ariza, María Luisa Gutiérrez, Mercedes Gamero, Pablo Nogueroles - Los destellos; produïda per Fernando Bovaira, Valérie Delpierre, Simón de Santiago - El 47, produïda per Javier Méndez, Laura Fernández Espeso - La virgen roja; produïda per María Zamora, Stefan Schmitz                                                                                            | - Arantxa Echevarría - La infiltrada - Marcel Barrena — El 47 - Dani de la Orden - Casa en flames - Paula Ortiz - La virgen roja - Pilar Palomero - Los destellos |
| Millor actor | Millor actriu |
| - Eduard Fernández - Marco, la verdad inventada com Enric Marco - Eduard Fernández – El 47 com Manolo Vital - Urko Olazabal - Soy Nevenka com Ismael Álvarez - David Verdaguer - La casa com a José | - Carolina Yuste per La infiltrada - Emma Vilarasau per Casa en flames - Patricia López Arnaiz per Los destellos - Najwa Nimri - La virgen roja com Aurora |
| Millor actor secundari | Millor actriu secundària |
| - Antonio de la Torre - Los destellos com Ramón - Luis Tosar – La infiltrada com Ángel "el Inhumano". - Salva Reina – El 47 com Felipín - Enric Auquer - Casa en flames com a David | - Aixa Villagrán - La virgen roja com a Macarena - Clara Segura - El 47 com a Carmen - Nausicaa Bonnín - La infiltrada com a Andrea - Bruna Cusí - La estrella azul com a Ana |
| Millor actor revelació | Millor actriu revelació |
| - Óscar Lasarte - ¿Es el enemigo? La película de Gila com a Miguel Gila - Cuti Carabajal - La estrella azul com a Carlos Carabajal - Pepe Lorente - La estrella azul com a Mauricio Aznar - Daniel Ibáñez - Segundo premio com El Cantant | - Lucía Veiga - Soy Nevenka com a Charo Velasco - Zoe Bonafonte - El 47 com a Joana - Mariela Carabajal - La estrella azul com a Andrea Carvajal - Marina Guerola - Los destellos com a Madalen |
| Millor guió original | Millor guió adaptat |
| - Amèlia Mora i Arantxa Echevarría - La infiltrada - Alberto Marini i Marcel Barrena - El 47 - Javier Macipe - La estrella azul - Eduard Sola, Clara Roquet — La virgen roja | - Pilar Palomero - Los destellos basat en la història Bihotz handiegia d'Eider Rodriguez Martin - Icíar Bollaín i Isa Campo - Soy Nevenka basat en els llibres Hay algo que no es como me dicen: el caso Nevenka Fernández contra la realidad de Juan José Millás i El poder de la verdad de Nevenka Fernández - Álex Montoya i Joana M. Ortueta - La casa, basada en la novel·la gràfica de Paco Roca - Rodrigo Cortés - Escape basat en la novel·la Escape d'Enrique Rubio Palazón |
| Millor fotografia | Millor muntatge |
| - Javier Salmones — La infiltrada - Isaac Vila — El 47 - Pedro J. Márquez — La virgen roja - Daniela Cajías — Los destellos | - Victoria Lammers — La infiltrada - Pablo Gómez Pan — La virgen roja - Nacho Ruiz Capillas — El 47 - Javier Macipe, Nacho Blasco — La estrella azul - Maialen Sarasua Oliden — Marco, la verdad inventada |
| Millor música | Millor llargmetratge d’animació |
| - Antón Álvarez i Yerai Cortés - La guitarra flamenca de Yerai Cortés - Arnau Bataller — El 47 - Fernando Velázquez — La infiltrada - Alberto Iglesias — La habitación de al lado - Guille Galván i Juanma Latorre — La virgen roja | - Buffalo Kids; Cleber Beretta, Francisco Celma, Ignacio Salazar-Simpson, Jaime Ortiz de Artiñano, Jordi Gasull, Juan Jesús García Galocha "Galo", Marc Sabé, Pedro Solís, Ricardo Marco Budé, Toni Novella - Guardiana de dracs; Aurora de Cos, Fu Ruoqing, Larry Levene, Li Jiangping, Pedro Pérez, Peng Mingyu, Salvador Simó, Song Weiwei, Tro Juanyu, Yang Lihe - Papallones negres; César Zelada, David Baute, Edmon Roch i Colom, Marc Sabé - Rock Bottom; Adán Aliaga, Alba Sotorra, Anna Mroczek, Dani Bagur, Kiko Domínguez, Lukasz Kacprowicz, Marcin Wasilewski, María Trénor, Miguel Molina Carmona, Robert Jaszczurowski, Wojciech Leszczynski |
| Millor llargmetratge documental | Millor pel·lícula estrangera |
| - La guitarra flamenca de Yerai Cortés, produït per Antón Álvarez, Cristina Trenas, Santos Bacana - Marisol, llámame Pepa, produït per Blanca Torres, Chema de la Peña, José Carlos de Isla Troncoso, Paco Ortiz - Hispanoamérica, canto de vida y esperanza, produït per José Luis López-Linares i Cristina Moñivar - Osario Norte, los últimos días de San Valentín, produït per José Manuel Serrano Cueto | - Perfect Days () — Wim Wenders - Anora () — Sean Baker - La zona d'interès () — Jonathan Glazer - Juror No. 2 () — Clint Eastwood |
| Millor sèrie | Millor repartiment en una sèrie |
| - Querer; produïda per Susana Herreras, Fran Araújo, Juan Moreno, Koldo Zuazua (Movistar Plus+) - Los años nuevos ; produïda per Domingo Corral, Fran Araújo, Nacho Lavilla, Eduardo Villanueva (Movistar Plus+) - Cristóbal Balenciaga; produïda per Xabi Berzosa, Sofía Fábregas (Disney+) - Celeste; produïda per Fran Araújo, Javier Méndez, Alejandro Flórez, Diego San José (Movistar Plus+)           | - Querer; produïda per Susana Herreras, Fran Araújo, Juan Moreno, Koldo Zuazua (Movistar Plus+) - Celeste; produïda per Fran Araújo, Javier Méndez, Alejandro Flórez, Diego San José (Movistar Plus+) - Los años nuevos ; produïda per Domingo Corral, Fran Araújo, Nacho Lavilla, Eduardo Villanueva (Movistar Plus+) - El Cas Asunta, creada per Ramón Campos, Gema R. Neira, Jon de la Cuesta i David Orea Arribas per Netflix - Las abogadas produïda per Patricia Ferreira per a La 1. - Asalto al Banco Central, produïda per Brutal Media per a Netflix.                                                                                              |
| Millor director revelació | |
| - Javier Macipe - La estrella azul - Paz Vega - Rita - Antón Álvarez - La guitarra flamenca de Yerai Cortés - Sonia Méndez – As Neves - Teresa Bellón i César F. Calvillo – Buscando a Coque | |
| Medalla d'honor | |
| Manuel Zarzo | |
| Medalla a la labor de promoció del cinema | |
| DAMA, en el seu 25è aniversari | |
| Medalla a la labor periodística | |
| Carlos Boyero, autor de No sé si me explico | |
| Medalla a la labor literària | |
| A Juan Cobos, per la seva carrera, sintetitzada en el llibre Juan Cobos, una prodigiosa memoria del cine | |
| Medalla Platí Educa de la solidaritat | |
| El salto (ficció) El método Farrer (no ficció) | |